# Matematico

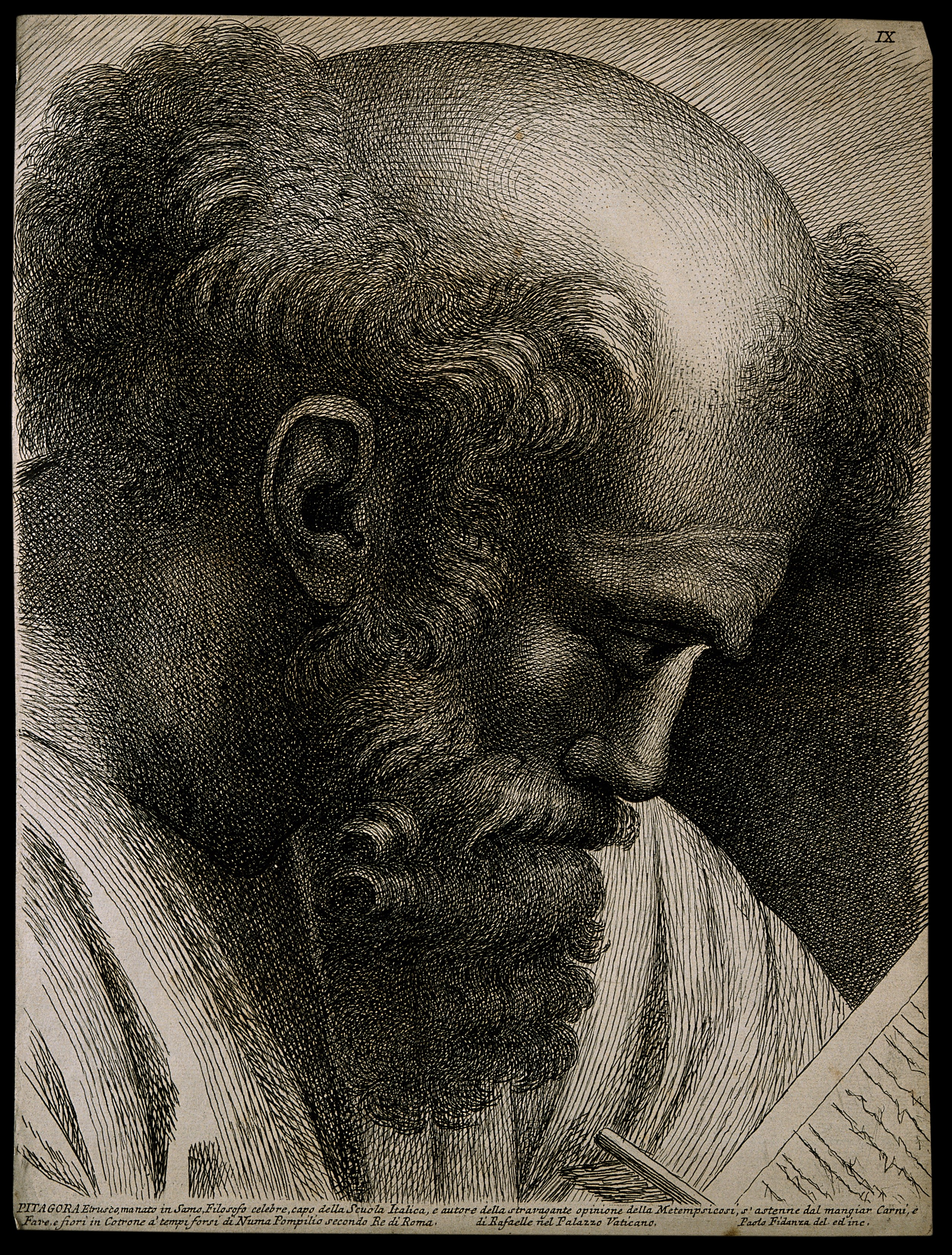
Un grande matematico, Pitagora

Un matematico è una persona che effettua studi, ricerche e sperimentazioni riguardanti problemi della matematica. Alcuni scienziati di altri campi di ricerca possono essere considerati matematici se la loro ricerca offre nuove idee matematiche; un esempio notevole è Edward Witten. Al contrario, alcuni matematici possono studiare problemi matematici relativi ad altri settori della ricerca scientifica e tecnologica (es. fisica matematica), queste persone sono conosciute come matematici applicati.

## Storia
Uno dei primi matematici conosciuti è stato Talete di Mileto (624 ca. - 546 a.C.); è stato salutato come il primo vero matematico e il primo individuo conosciuto a cui è stata attribuita una scoperta matematica. A lui si attribuisce il primo uso del ragionamento deduttivo applicato alla geometria, derivando quattro corollari al Teorema di Talete. 

### Significato del termine
Il termine deriva dal greco μαθηματικός (mathematikós) che significa "studioso", "desideroso di apprendere", a sua volta derivante da μάθημα (máthema), traducibile con i termini "scienza", "conoscenza" o "apprendimento". Originariamente, in epoca classica ed ellenistica, il termine identificava il metodo di lavoro e non un ben definito ambito di studi, come dimostra la sua derivazione da un aggettivo, e poteva applicarsi a campi come l'astronomia, l'ottica o l'idrostatica che oggi vengono fatte rientrare in discipline diverse. In epoca moderna e contemporanea si può dire che essenzialmente esistano due diversi usi della parola: il matematico può essere una persona attivamente impegnata nella ricerca matematica, dando origine per lo più a pubblicazioni in riviste specialistiche; oppure il matematico può essere definito una persona abile in matematica, o che abbia lavorato in un settore affine.

## Premi per la matematica
Non esistono premi Nobel per la matematica, ma a volte è successo che dei matematici abbiano vinto il premio Nobel in altri campi, come ad esempio in economia. Tra i più prestigiosi premi per la matematica vi sono: 
- Clay Research Award
- Medaglia Fields
- Medaglia Sylvester
- Medaglia De Morgan
- Stampacchia Medal
- Premio Abel
- Premio Bartolozzi
- Premio Caccioppoli
- Premio Fermat
- Premio Gödel
- Premio Nevanlinna
- Premio Salem
- Premio Steele
- Premio Whitehead
- Premio Wolf